# Phyllotis amicus
Phyllotis amicus är en däggdjursart som beskrevs av Thomas 1900. Phyllotis amicus ingår i släktet storörade möss och familjen hamsterartade gnagare. IUCN kategoriserar arten globalt som livskraftig. Inga underarter finns listade i Catalogue of Life.
Arten förekommer i Peru väster om Anderna. Den lever i låglandet och i bergstrakter upp till 2100 meter över havet. Phyllotis amicus vistas i torra sandiga eller klippiga landskap med glest fördelad växtlighet. Honor kan para sig hela året. Efter cirka 24 dagar dräktighet föds tre eller fyra ungar.